# ポルフィロモナス・ジンジバリス
ポルフィロモナス・ジンジバリス（Porphyromonas gingivalis）は、バクテロイデス門に属し、非運動性のグラム陰性偏性嫌気性で病原性の桿菌である。歯周病に関与している口腔のみでなく、上部消化管、気道、結腸にも認められる。細菌性膣炎の女性から分離されている。

## 疾病との関連
ジンジバリス菌は、慢性歯周炎に関わる最重要細菌である。嫌気度の高い歯周ポケット深部に生息する。ジンジバリス菌は糖非分解性であり、タンパク質の分解産物を栄養源とし、タンパク質分解酵素を産生し、そのうち特に強力な酵素がジンジパインである。
ジンジバリス菌は、血液寒天培地上で赤血球を凝縮しヘモグロビンを取り出しヘムを菌体表面に凝縮して黒いコロニーを形成する。ジンジバリス菌にとってヘムは必須であり、生体での供給源は歯周ポケット中の赤血球である。ジンジバリス菌の産生するタンパク質分解酵素は、ヒトのコラーゲンやフィブロネクチン、ラミニンといった細胞外マトリックスを分解する。これが歯周組織の直接的破壊に働く。分解酵素はヒトの免疫グロブリンやサイトカインなどを分解、不活性化し、好中球の食殺菌作用を抑制することによって生体防御機構に障害を与える。ジンジバリス菌と全身疾患との関連性も指摘されており、アテローム性動脈硬化症の病変部位の45%にジンジバリス菌が検出されるともいわれている。
歯周病原因菌が血小板に入り込み血栓を作り易くなることによって心筋梗塞やバージャー病の発症のリスクが高まる。ジンジバリス菌の感染が分泌を促進する腫瘍壊死因子（TNF-α）によって、糖尿病が増悪され、この糖尿病によって歯周病が増悪されるという負の連鎖が起こる。これは「歯周病菌連鎖」や「歯周病連鎖」と呼ばれている。血糖コントロールがうまく行えていない患者ほど歯周病の重症度が高いとする報告もある。一方、歯周治療を行うと血糖コントロール指標が改善することが示唆されるとする報告もある。